# FIAT 3000
Fiat 3000, cunoscut și sub denumirea de L5/21, a fost primul tanc italian de serie, dezvoltat după Primul Război Mondial, pornind de la modelul francez Renault FT-17. Producția acestuia a început în 1921 și a continuat până în 1930, fiind fabricate un număr total de 152 de vehicule. Din acestea, 26 au fost exportate în afara Italiei.
La începutul celui de-al Doilea Război Mondial, majoritatea tancurilor Fiat 3000 erau încă în serviciu și au fost folosite în mod limitat până în 1943. Fiat 3000B (L5/30), o versiune îmbunătățită a fost produsă în paralel cu modelul de bază și a înlocuit unele dintre limitările acestuia.

## Istora
În anul 1918, Franța a furnizat Italiei un tanc ușor de infanterie Schneider, împreună cu mai multe exemplare ale tancului ușor Renault FT-17. Italienii au solicitat o nouă comandă, însă la acea vreme Franța întâmpina dificultăți în aprovizionarea propriei armate cu tancuri și, din acest motiv, nu a putut onora cererea italienilor. În consecință, italienii au decis să construiască propriul lor tanc, similar cu Renault FT-17, dar având componente fabricate local. Proiectul a fost realizat de firmele Ansaldo și Breda, iar comanda pentru producția a 1.400 de vehicule a fost atribuită companiei Fiat. Însă, din cauza încheierii Primului Război Mondial în același an, comanda a fost redusă drastic la doar 100 de unități.
Primul prototip al tancului Fiat 3000 a fost construit în anul 1920, dar acesta a intrat în serviciul armatei italiene abia în 1923. Comparativ cu tancul francez Renault FT-17, Fiat 3000 model 21 (Fiat 3000A) era mai ușor și mai rapid.
În anul 1929 a fost testată versiunea îmbunătățită a tancului Fiat 3000, dotată cu un nou tun de calibrul 37/40, iar în 1930 aceasta a fost adoptată oficial sub denumirea de „carro d'assalto Fiat 3000, Mod. 30”. Modelul 30 se diferenția de Modelul 21 prin armamentul îmbunătățit, motorul mai puternic, suspensia îmbunătățită, silueta diferită a compartimentului motor și depozitarea proviziilor externe într-un mod diferit. De asemenea, unele modele 30 au fost produse cu două mitraliere de 6,5 mm ca armament principal, la fel ca la modelul 21, în locul tunului de 37 mm.
Înainte de anul 1930, un număr limitat de tancuri Model 21 au fost exportate în Albania, Letonia, Ungaria și Etiopia. Tancurile Fiat 3000 au fost utilizate pentru prima dată în luptă în timpul războiului italo-etiope din 1935-1936,în care au jucat un rol important, fiind utilizate cu succes în atacurile împotriva trupelor etiopiene. În unele cazuri, aceste tancuri au fost dotate cu lame de buldozer pentru a ajuta la traversarea râurilor și a altor obstacole naturale.
În timpul celui de-al Doilea Război Mondial, tancurile Fiat 3000, în special modelele 30, au fost utilizate de către armata italiană în principal pentru a supraveghea și patrula terenurile împădurite și muntoase din Italia și Balcani, dar și în Africa de Nord. De asemenea, acestea au fost utilizate ca tancuri de instruire și pentru misiuni de pază și apărare.
În total, aproximativ 1.200 de tancuri Fiat 3000 au fost produse, acestea fiind retrase din serviciu în anii 1940. 
Denumirile acestor tancuri au fost schimbate înainte de izbucnirea celui de-al Doilea Război Mondial, în conformitate cu sistemul de identificare adoptat pe parcursul războiului de către italieni. Modelul 21 a fost redenumit L5/21 (adică L - Leggeri (ușor), 5 - greutate în tone, 21 - anul de fabricație), iar modelul 30 a fost redenumit L5/30.

## În luptă
Tancul Fiat 3000 (Model 21) a fost utilizat pentru prima dată în luptă în februarie 1926 în Libia și a fost folosit ulterior în acțiunile împotriva etiopienilor în cel de-al doilea război italo-abisinian din 1935. Cu toate acestea, acest tanc nu a fost folosit în timpul Războiului Civil Spaniol, în care Italia a fost implicată.
Odată cu intrarea Italiei în cel de-al Doilea Război Mondial, un număr limitat de tancuri Fiat 3000 încă în serviciu în cadrul armatei italiene au fost utilizate în mod operațional pe frontul greco-albanez. Aceste tancuri au fost printre ultimele tancuri italiene care s-au opus Aliaților. În iulie 1943, când Aliații au debarcat în Sicilia, două companii de tancuri italiene de pe insulă erau încă echipate cu modele de Fiat 3000. Una dintre companii a fost săpată, iar vehiculele lor au fost folosite ca fortificații fixe, în timpce cealaltă companie a fost folosită în rol mobil pentru a răspunde la debarcarea amfibie din timpul Bătăliei de la Gela. Puține dintre tancurile Fiat 3000 au supraviețuit atacului Aliaților, iar cele care au supraviețuit au fost ulterior retrase din serviciu.

## Țări de operare

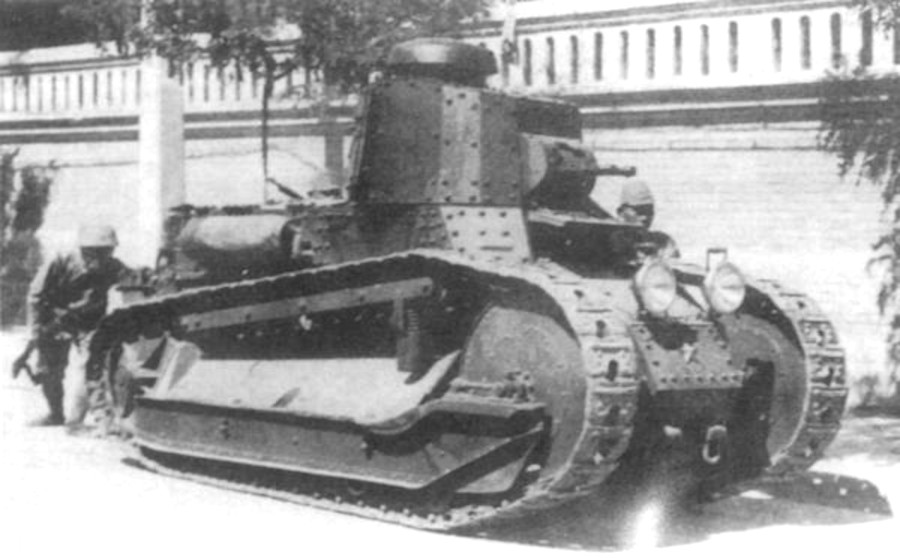
Fiat 3000 tank of the Imperial Japanese Army during the Mukden Incident, 1931

Regatul Italiei
 Argentina
- Armata argentiniană a achiziționat un Fiat 3000 Modello 1921

 Regatul Albaniei
- Armata Regală Albaneză a achiziționat două modele Fiat 3000 la sfârșitul anilor 1920 [5]

 Uniunea Sovietică
- Armata sovietică a achiziționat trei tancuri Fiat 3000 în 1927, acestea ajungând la Moscova în martie 1928.

 Regatul danez
- Armata Regală Daneză a achiziționat un Fiat 3000 în iunie 1928 în scop de evaluare.

 Imperiul Etiopian
- Armata Imperiului Etiopian a achiziționat patru tancuri Fiat 3000 în total, unul în 1925 și trei în 1930.

 Lithuania
- Forțele terestre lituaniene au achiziționat șase tancuri Fiat 3000 în 1927, acestea echipând două plutoane ale Companiei 1 de tancuri situate în Riga.

 Spania
- Armata spaniolă a achiziționat un singur exemplar pentru testare în octombrie 1924.

 Regatul Ungariei
- Armata Regală Maghiară a achiziționat cinci tancuri Fiat 3000 în anii 1930

 Imperiul Japonez
- Armata Imperială Japoneză Armata Imperială Japoneză a achiziționat un Fiat 3000 pentru testare. Acest tanc a participat la cel de-al Doilea Război Sino-Japonez.